# Communauté de communes de l'Antonnière
La communauté de communes de l'Antonnière est une ancienne communauté de communes française, située dans le département de la Sarthe et la région Pays de la Loire.

## Histoire
La communauté de communes est créée en 1995.
Le 1er janvier 2013, elle intègre Le Mans Métropole.

## Composition
La communauté regroupait trois communes du canton du Mans-Nord-Ouest :
1. Aigné
2. La Milesse
3. Saint-Saturnin

## Administration

### Présidence
| Période             | Période       | Identité         | Étiquette | Qualité                               |
| ------------------- | ------------- | ---------------- | --------- | ------------------------------------- |
| 1995                |               | Guy-Marie Gallet |           | Maire de Saint-Saturnin (1977 → 2008) |
| (président en 2002) | décembre 2012 | Benoit Charvet   |           | Maire de La Milesse                   |